# 敵同志好き同志
『敵同志好き同志』（てきどうしすきどうし）は、1987年4月8日から同年6月24日まで日本テレビ系列の『水曜ドラマ』枠で放送されたテレビドラマ。全12話。

## 概要
6年前に妻に先立たれ、妻2人の子どもを抱える二枚目弁護士と西麻布の銭湯「虹の湯」の娘の2人が対立するが、次第にお互いを意識し始める下町人情ラブコメディ。
本放送後、日本テレビの午後4時台『アンコールアワー』において一度再放送されているが、DVDなどでのソフト化は行われていない。また主演の田村正和は本作の後、2021年に死去するまでの34年間一度も日本テレビの連続ドラマに出演しなかった。

## キャスト
- 並木映一：田村正和
- 山田純子：佳那晃子
- 浅井哲生：柳葉敏郎
- 大山正彦：イッセー尾形
- 白石佳子：水野久美
- 並木泰介：磯崎洋介
- 並木健二：富田晋寛
- 加藤：田所完一
- 岸本敦子：財前直見
- きみえ：相田寿美緒
- 浅井栄之助：松村達雄
- 浅井紀子：高森和子
- 並木龍平（映一のおじ、泰介と健二の大おじ。元クジラ漁師）：中条静夫
- 浅井未知：志穂美悦子

### ゲスト
- 中島志津江：岡本麗（第5話）
- 友人：角松敏生（第9話）※特別出演
- 難波：草薙幸二郎（第10話・最終話）
- 中山：武蔵拳（第10話）

## 主題歌・挿入歌
- 「THIS IS MY TRUTH 〜SHININ' STAR〜」（作詞・作曲・編曲・歌：角松敏生、RVC）
- 「JUNE BRIDE」（作詞・作曲・歌：角松敏生・編曲：大谷和夫、RVC） - 上記のカップリング曲

## スタッフ
- 脚本：水谷龍二（第1話 - 第3話）、遊川和彦（第4・6・8・10話）、石原純一（第5・7・9話）
- 演出：細野英延、井上健
- 音楽：角松敏生、大谷和夫
- カメラ：片野憲司
- 照明：高羽昇
- スイッチャー：遠藤文章
- 音声：加藤栄二
- 音楽効果：月岡弘
- 編集：中村勇
- VE：高瀬尚一
- MA：大森良憲
- 美術：豊島紘武
- 装置：塚原一夫
- 装飾：福田健一
- 特効：平井隆生
- 衣装：山田秀夫
- メイク：佐藤愛子
- スタイリスト：おくだたかこ
- 持道具：市口正明
- 演出補：高木治男
- 制作補：安念正一
- 記録：布施昌子
- スチール：織田正史
- PR：野口和子
- タイトル：丸山能明
- 撮影協力：佐野・井手法律事務所、四ツ谷左門町鶴乃湯
- 衣装協力：レノマ
- 制作協力：NTV映像センター
- 企画：山本時雄
- プロデューサー：伊藤祥二、難波誠一
- 制作著作：日本テレビ

## 放送日程
| 各話   | 放送日        | サブタイトル           | 演出     |
| ------ | ------------- | ---------------------- | -------- |
| 第1話  | 1987年4月8日  | キスを返して！         | 細野英延 |
| 第2話  | 1987年4月15日 | 君は素敵だ！           | 細野英延 |
| 第3話  | 1987年4月22日 | 今夜8時いいね！        | 細野英延 |
| 第4話  | 1987年4月29日 | 痛ッ！愛のサイン       | 細野英延 |
| 第5話  | 1987年5月12日 | ストリップは銭湯が一番 | 井上健   |
| 第6話  | 1987年5月12日 | ピンポーン！女は魔もの | 井上健   |
| 第7話  | 1987年5月19日 | どうなるの私たち       | 細野英延 |
| 第8話  | 1987年5月26日 | 傷ついたシンデレラ     | 細野英延 |
| 第9話  | 1987年6月3日  | 片方わすれたイヤリング | 井上健   |
| 第10話 | 1987年6月10日 | 君とはもう会わない     | 井上健   |
| 第11話 | 1987年6月17日 | 虎穴に入らずんば       | 細野英延 |
| 第12話 | 1987年6月24日 | 好き同志ケンカ同志     | 細野英延 |